# BenQ
BenQ Corporation je tchajwanská firma prodávající spotřební elektroniku, výpočetní a komunikační techniku. Firma byla založena roku 2007 společností Qisda, která se před tím jmenovala BenQ. Ta byla založena v roce 1984 pod názvem Continental Systems Inc., později Acer CM (Communications and Multimedia), konečně 5. prosince 2001 byla přejmenována na BenQ Corporation.
V současnosti představuje globální společnost s pobočkami po celém světě. Zaměstnává tisíce lidí.
Produkty BenQ zahrnují celkem osm výrobkových kategorií, které řeší vizuální zobrazení, síťové technologie a mobilní komunikaci.

## Sídla a pobočky
Vedení firmy sídlí v tchajwanské Tchaj-peji, firma však operuje po celém světě. Má 5 regionálních poboček:
- v Evropě
  - zastoupení v městě Eindhoven, Nizozemsko
  - pobočky v městech: Vídeň (Rakousko), Suresnes (Francie), Hamburk (Německo), Milán (Itálie), Moskva (Rusko), Barcelona (Španělsko), Taby (Švédsko), Dietikon (Švýcarsko), Hoofddorp (Nizozemsko), Hemel Hempstead (Spojené království)
- v Severní Americe
  - zastoupení v Irvine, Kalifornie, USA
  - pobočka v Torontu, Kanada
- pro Latinskou Ameriku
  - zastoupení v Miami, Florida, USA
  - pobočky v São Paulu (Brazílie), Mexico City, Mexiko
- v Čínské lidové republice
  - zastoupení v městě Su-čou
  - pobočky v městech Peking, Čcheng-tu, Fu-čou, Kanton, Chang-čou, Hongkong, Ťi-nan, Šanghaj, Šen-jang, Šen-čen, Su-čou, Tchien-ťin, Wu-chan, Si-an, Čeng-čou
- pro ostatní regiony
  - zastoupení v Tchaj-pej, Tchaj-wan
  - pobočky ve městech Homebush Bay (Austrálie), Nové Dillí (Indie), Soul (Jižní Korea), Selangor (Malajsie), Bangkok (Thajsko), Istanbul (Turecko), Dubaj (Spojené arabské emiráty) a Singapur

## Produkty
Mezi hlavní produkty BenQ patří:
- LCD displeje,
- plazmové televizory,
- scannery,
- tiskárny,
- digitální fotoaparáty,
- projektory (zejména projektory s DLP technologií, vyvinula společnost Texas Instruments
- notebooky, netbooky a „all-in-one“ PC,
- počítačové periferie jako klávesnice a myši,
- digitální hudební přehrávače, a
- mobilní telefony.

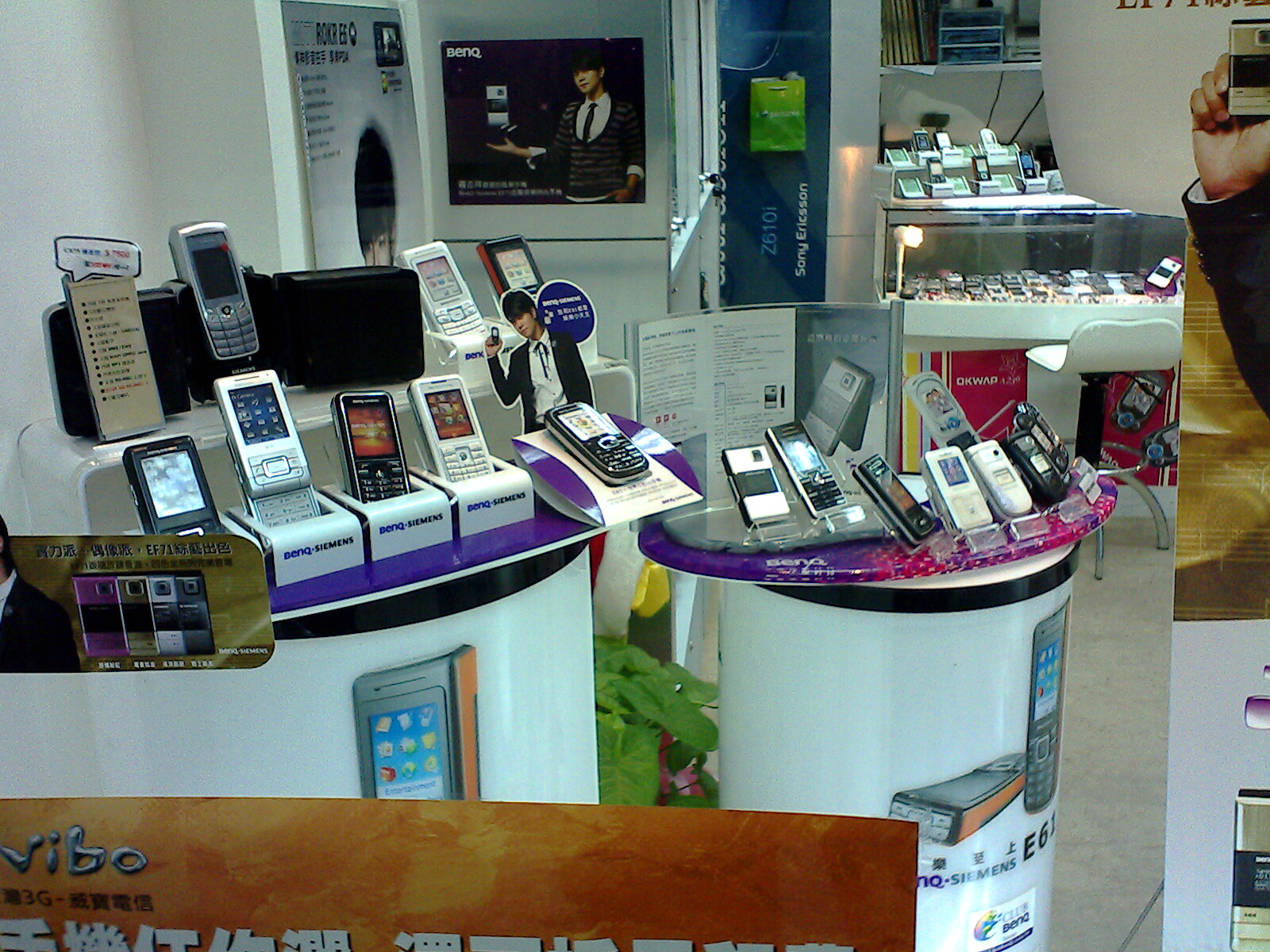
Mobilní telefony BenQ-Siemens
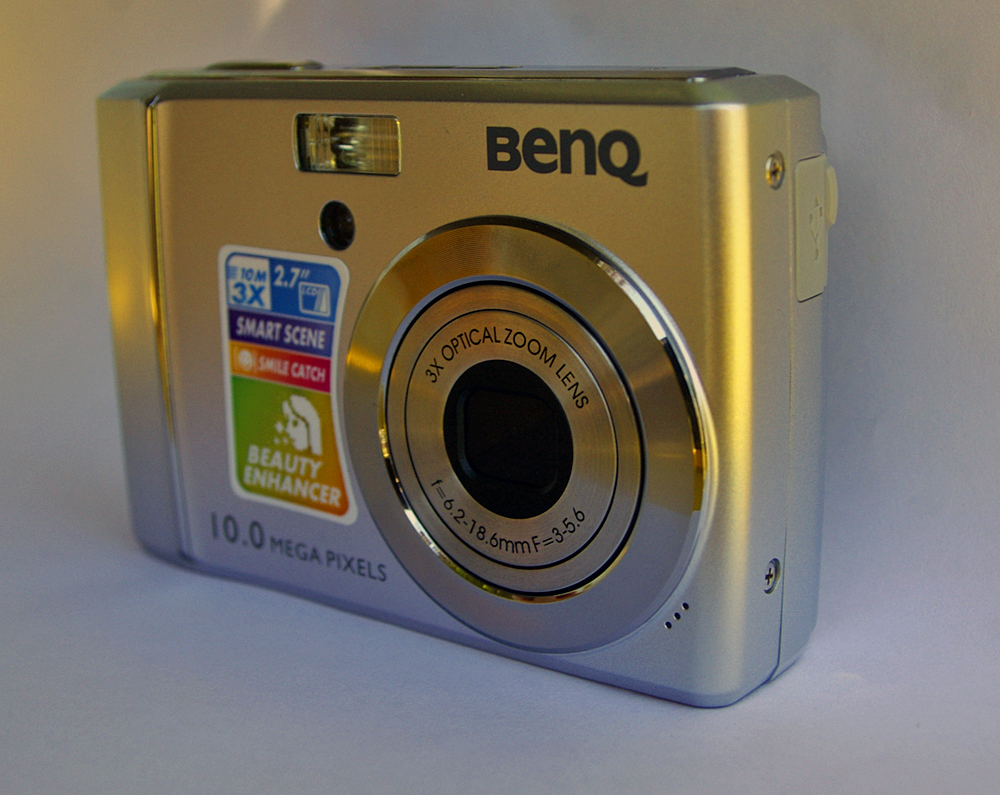
Fotoaparát BenQ
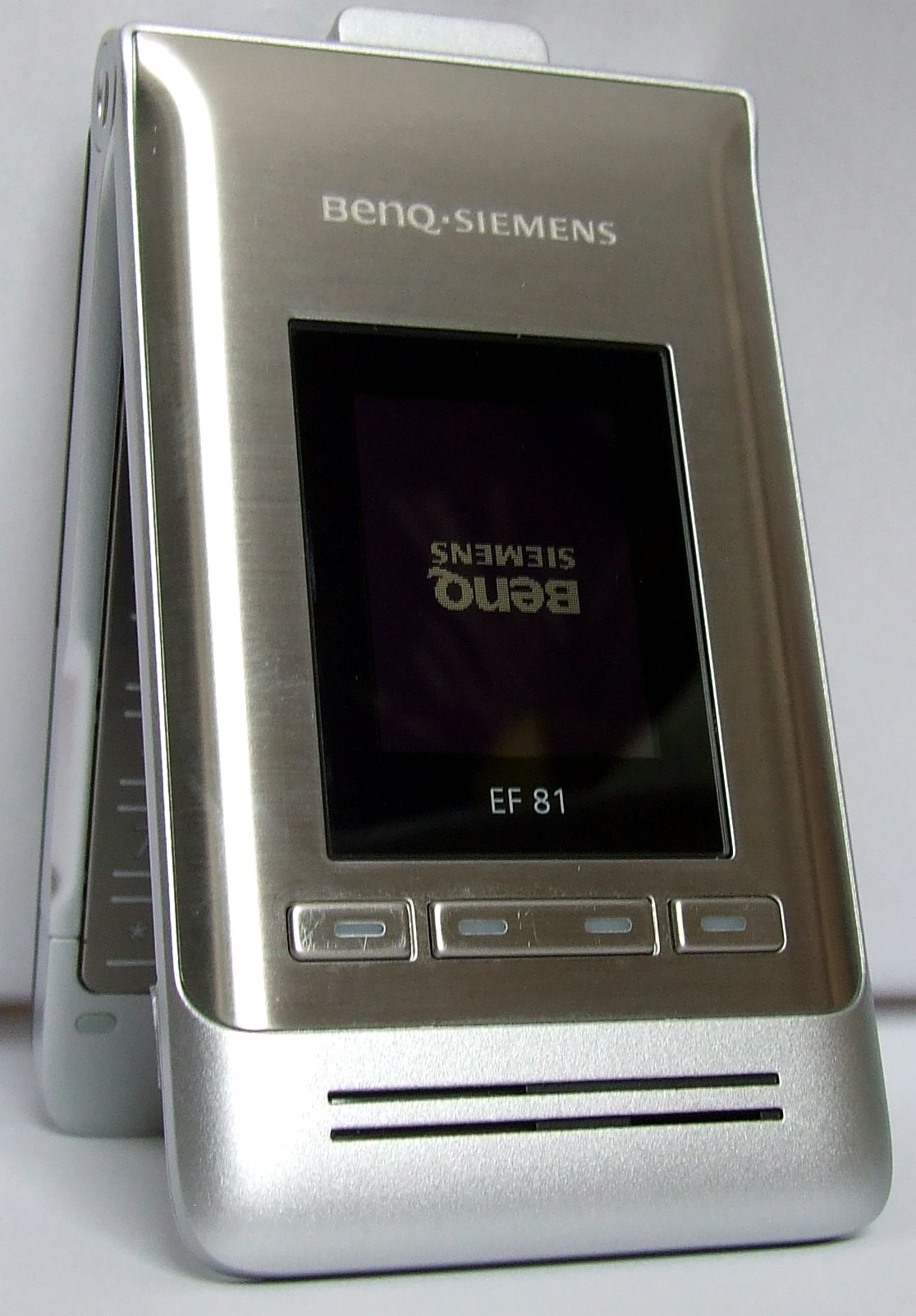
Mobilní telefon BenQ-Siemens EF81
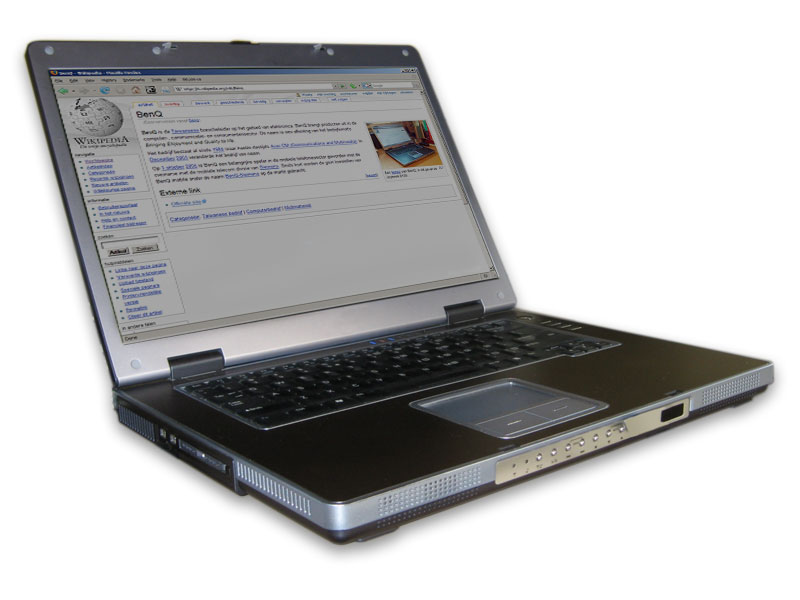
Notebook BenQ

## Qisda
Qisda Corporation je mateřskou společností BenQ Corporation, do roku 2007 nesla její jméno. Zabývá se vývojem a výrobou elektroniky a sídlí na Tchaj-wanu. Ve výrobních závodech na Tchaj-wanu, v Čínské lidové republice, Mexiku a České republice zaměstnává přes 8 500 lidí. V roce 2009 utržila 150 mld tchajwanských dolarů (asi 87 mld Kč). Akcie společnosti jsou obchodovány na burze v Tchaj-peji.
Česká pobočka (Qisda Czech s.r.o) sídlí v Brně, zaměstnává 1000 lidí při výrobě LCD. V roce 2009 utržila téměř 3 mld. Kč.

### BenQ Siemens
BenQ odkoupil k 1. říjnu 2005 mobilní divizi firmy Siemens, která byla dlouhodobě ztrátová, čímž se stal BenQ šestým největším výrobcem mobilní telefonů. Cena včetně výzkumných laboratoři byla cca 350 milionů eur (10 miliard korun). Firma se v dohodě zavázala po dobu 5 let používat pro své telefony název BenQ Siemens, poté se telefony měly prodávat pouze pod jménem BenQ. V září 2006 však divize BenQ Mobile ohlásila úpadek.